# 苏伟波
苏伟波（1969年8月—）出生于广东省广州市，中国共产党党员，本科学历，中华人民共和国政治人物。

## 政治生涯
苏伟波早年在廣東商業學校商業統計專業學習。毕业后分配到顺德区水利局，直到2003年4月被任命为水利局局长。2004年2月，他被任命为顺德区容桂街道办事处主任，2006年3月接替张开机成为容桂街道党工委书记，直至2008年2月由列海坚接替。在容桂工作期间，苏伟波曾推动总部经济和容桂高新产业园的建设。2008年2月，苏伟波成为顺德区副区长，负责招商引资和发展经济。2009年10月，在副区长一职基础上兼任经济促进局长，他也曾推动了顺德(英德)工业园项目促成及相关基础设施的建设。2011年4月，他被任命为禅城区委副书记、区人民政府区长。同年9月，升任中共三水區委書記，區人大常委會主任、黨組書記。2016年4月22日，蘇偉波因涉嫌嚴重違紀，正在接受中共广东省纪律检查委员会組織調查。